# Festival Eurovisão da Canção 2020
O Festival Eurovisão da Canção 2020 (em inglês: Eurovision Song Contest 2020; em francês: Concours Eurovision de la chanson 2020; em neerlandês:  Eurovisiesongfestival 2020) seria a 65.ª edição anual do evento, que iria acontecer na arena Ahoy, em Roterdão, nos Países Baixos, entre 12 e 16 de maio de 2020. Esta seria a quinta vez na história do certame que o evento teria sido realizado naquele país. A última vez que a versão adulta do festival foi realizada nos Países Baixos foi em 1980. Além disso, teria sido o primeiro evento a ser realizado sob a bandeira da rede Eurovision no país desde a edição de 2012 da versão infantil do festival. As semifinais seriam realizadas nos dias 12 e 14 de maio e a final no dia 16 de maio.
A 18 de março de 2020, foi anunciado que a UER tinha cancelado o evento devido à pandemia de COVID-19.

## Localização

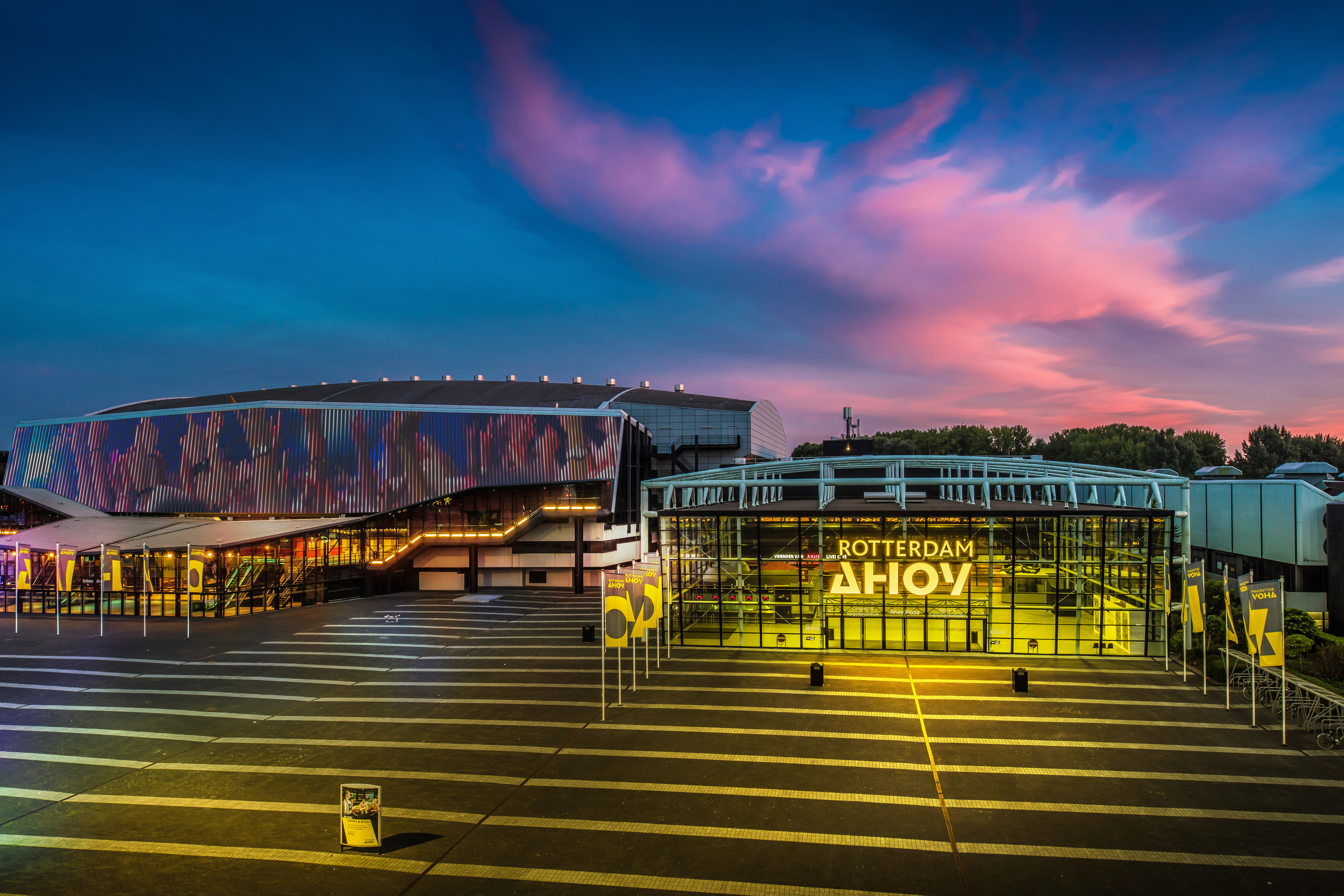
Rotterdam Ahoy, local onde seria realizado o concurso de 2020

O Festival estava previsto para acontecer nos Países Baixos, que venceram a edição anterior. Tal como o protocolo da UER orienta, os preparativos para esta edição começaram alguns minutos após a vitória de Duncan Laurence em Tel Aviv, quando Jon Ola Sand, o supervisor executivo do Festival, entregou uma pilha de papéis e uma "pen drive" aos executivos neerlandeses, todos relacionados com a produção e a execução da próxima edição. Este festival será uma coprodução entre as três emissoras públicas do país e cada uma deverá assumir uma área da produção: a AVROTROS e os seus dois canais irmãos a Nederlandse Publieke Omroep (NPO) e a Nederlandse Omroep Stichting (NOS), cada uma assumindo uma área de produção.

### Fase das cxandidaturas e seleção da cidade-sede

#### Critérios de Seleção
Seguindo os critérios usados nas edições anteriores, as cidades interessadas deverão cumprir as seguintes exigências:
- A capacidade mínima da arena deve ser de mais de 10 mil pessoas;
- A disponibilidade da arena deverá ser de 5 a 7 semanas;
- A cidade deverá ter ao menos 2.000 e 3.000 quartos de hotel disponíveis, a menos de 40 minutos do festival;
- O festival deverá ser realizado num recinto fechado.

#### Candidaturas preliminares
Mesmo antes do início oficial da fase de seleção da cidade anfitriã, várias cidades declararam o seu interesse. De acordo com o primeiro-ministro dos Países Baixos, Mark Rutte poucas horas após a vitória de Duncan, várias autoridades locais já tinham anunciado as suas intenções de sediar o evento.
Já a 19 de maio de 2019, um dia após a vitória de Duncan Laurence, várias cidades declararam que estavam interessadas em sediar a competição. A capital, Amesterdão, já tinha indicado para a receber em abril de 2019 se os Países Baixos vencessem a edição de 2019. A cidade portuária de Roterdão também se ofereceu para sediar a competição. Tanto Amesterdão quanto Roterdão deram um passo em frente em relação as outras candidatas, por terem uma infraestrutura de telecomunicações, transporte e acessibilidade melhores do que as outras e também por terem experiência gigantesca de eventos de grande dimensão. Mesmo já com a existência de duas pré-favoritas, as cidades de Arnhem, Haia, Leuvarda , Maastricht, Utrecht e Zwolle também manifestaram interesse no dia 19 de maio. Por outro lado, a província de Brabante do Norte expressou no mesmo dia estar interessada sem indicar um local específico. A 20 de maio de 2019, a cidade de Den Bosch, localizada nesta província, também apresentou uma proposta.
Em 20 de maio de 2019, o diretor comercial do Aeroporto de Enschede-Twente anunciou que estava interessado em sediar a competição num dos hangares do aeroporto. Ele também afirmou que, se o local preenchesse todos os critérios da emissora, uma candidatura oficial seria confirmada posteriormente.
A 24 de maio de 2019, o diretor do IJsselhallen, uma arena que tinha sido proposta para sediar a competição em Zwolle, anunciou que não apresentaria uma candidatura oficial, uma vez que o espaço não preenchia os critérios exigidos.
A 25 de maio de 2019, a cidade de Breda, no norte de Brabante, propõe a sua candidatura em nome da província.

#### Candidaturas oficiais
A 29 de maio de 2019, a NPO revelou à imprensa holandesa que o processo oficial de candidaturas para a escolha da cidade-sede do Festival Eurovisão 2020 estava aberto e que as interessadas teriam por volta de um mês para elaborar as suas propostas até final de julho. O anúncio da sede foi realizado em 30 de agosto de 2019, com a escolha de Roterdão.
As seguintes cidades avançaram para a fase final:
| Cidade                 | Local                                  | Capacidade | Notas | Ref.                               |
| ---------------------- | -------------------------------------- | ---------- | --- | ---------------------------------- |
| Arnhem                 | GelreDome                              | 34.000     | Proposta conjunta com a região de Veluwe. O estádio tem um teto retrátil e foi uma das subsedes da UEFA Euro 2000. | [ 14 ]                             |
| Den Bosch              | Brabanthallen                          | 11.000     | As cinco maiores cidades de Brabante do Norte, uma das quais é Breda, apresentaram uma candidatura conjunta. | [ 15 ] [ 16 ]                      |
| Maastricht             | MECC Maastricht                        | 20.000     | Está em processo de reforma e expansão e a capacidade subirá pra 5 mil pessoas. A candidatura é apoiada pela província de Limburgo. | [ 17 ] [ 15 ]                      |
| Roterdão               | Ahoy Rotterdam                         | 16.426     | Foi a sede Festival Eurovisão da Canção Júnior 2007 e das finais nacionais dos Países Baixos entre 2000 e 2003, bem como outros grandes eventos televisivos, duas edições do MTV EMA de 1997 e em 2016. A candidatura é apoiada pela província da Holanda do Sul e pelos municípios vizinhos de Dordrecht e Haia. | [ 15 ] [ 18 ] [ 19 ] [ 20 ] [ 21 ] |
| Utreque                | Jaarbeurs                              | 11.000     | Sede do Festival Nacional da Canção de 1974 e 1975. | [ 15 ] [ 16 ]                      |
| Candidaturas retiradas |                                        |            | |                                    |
| Amesterdão             | Centro de Exposições e Convenções RAI  | 12.900     | O Johan Cruyff Arena é o maior estádio da Holanda e foi um dos anfitriões do UEFA Euro 2000. O RAI de Amesterdão sediou o Festival Eurovisão da Canção 1970, bem como o Nationaal Songfestival de 1979, 1989 e 1998. O Ziggo Dome sediou o MTV EMA 2013. Em 4 de julho de 2019, a cidade acabou se retirando pelo fato de que nenhum dos locais propostos estaria vago no período demandado pela produção e realização do evento. | [ 15 ] [ 16 ]                      |
| Amesterdão             | Johan Cruyff Arena                     | 60.000     | O Johan Cruyff Arena é o maior estádio da Holanda e foi um dos anfitriões do UEFA Euro 2000. O RAI de Amesterdão sediou o Festival Eurovisão da Canção 1970, bem como o Nationaal Songfestival de 1979, 1989 e 1998. O Ziggo Dome sediou o MTV EMA 2013. Em 4 de julho de 2019, a cidade acabou se retirando pelo fato de que nenhum dos locais propostos estaria vago no período demandado pela produção e realização do evento. | [ 15 ] [ 16 ]                      |
| Amesterdão             | Ziggo Dome                             | 17.000     | O Johan Cruyff Arena é o maior estádio da Holanda e foi um dos anfitriões do UEFA Euro 2000. O RAI de Amesterdão sediou o Festival Eurovisão da Canção 1970, bem como o Nationaal Songfestival de 1979, 1989 e 1998. O Ziggo Dome sediou o MTV EMA 2013. Em 4 de julho de 2019, a cidade acabou se retirando pelo fato de que nenhum dos locais propostos estaria vago no período demandado pela produção e realização do evento. | [ 15 ] [ 16 ]                      |
| Leuvarda               | WTC Expo                               | 10.000     | Candidatura inicialmente apoiada pela província da Frísia; retirou-se a 18 de junho de 2019 devido a altura do WTC Expo ser muito baixa para suportar o cenário e as câmeras de vídeo. | [ 10 ]                             |
| Breda                  | Bredapark                              | 13.000     | Apesar de possuir um local apropriado, Breda acabou retirou a sua candidatura em 1 de julho de 2019, sob a alegação de que os custos do evento eram muito altos e a cidade não podia dar garantias financeiras para a realização do evento. | [ 10 ] [ 22 ]                      |
| Haia                   | Estádio Cars Jeans ou Parque Malieveld | 15.000     | A candidatura foi apoiada pela província da Holanda do Sul, mas dependia da construção de uma cobertura sobre o estádio ou de um local temporário no Malieveld. A 27 de junho de 2019, após estudos de viabilidade, a prefeitura local concluiu que isso era impossível e decidiu retirar a sua candidatura. Haia agora apoia a candidatura de Roterdão.                                                                          | [ 10 ] [ 23 ] [ 24 ]               |

Inicialmente, Zwolle também considerou a possibilidade de apresentar uma candidatura. Mas após a divulgação dos critérios exigidos para o processo de candidatura, o IJsselhallen, que seria o local proposto, não estava dentro das exigências da EBU e a cidade acabou retirando a sua proposta. Haia também excluiu a inscrição do World Forum, que sediou a competição em 1976 e 1980, por causa da baixa capacidade de público do centro de convenções. Empresários da cidade de Enschede também manifestaram interesse em sediar o evento dentro de um hangar desocupado do Aeroporto da cidade, mas o conselho executivo da cidade disse que não apoiava a ideia.

## Formato

### Identidade visual
O slogan desta edição, “Open Up”, foi revelado no dia 24 de outubro de 2019. A logo oficial e o branding foram revelados no dia 28 de novembro de 2019. Desenhado por CLEVER°FRANKE, é “uma representação abstrata das cores das bandeiras dos 41 países participantes da edição de 2020 ordenados conforme sua primeira participação no festival”.

#### Design do palco
A EBU revelou o design do palco para o Festival Eurovisão da Canção 2020 em dezembro de 2019. O design é inspirado no slogan “Open Up” e na típica paisagem plana neerlandesa. O palco do festival foi projetado pelo cenógrafo alemão Florian Wieder, que também projetou os palcos das edições do Eurovisão de 2011, 2012, 2015 e de 2017 a 2019. Ao contrário da edição anterior, o Green Room foi colocado dentro do próprio local do evento.

### Apresentadores

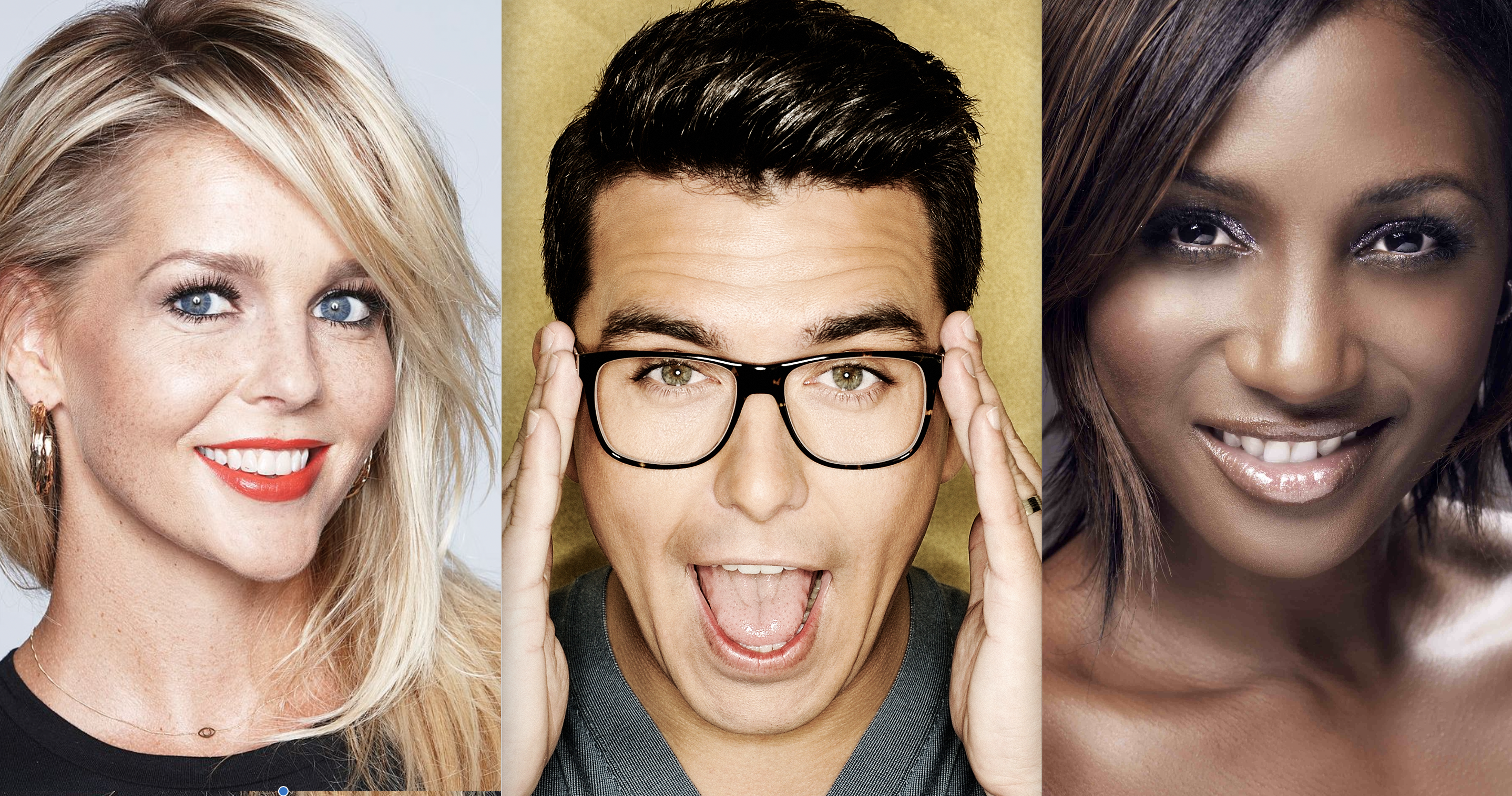
Chantal Janzen, Jan Smit e Edsilia Rombley, foram planeados para serem os apresentadores do concurso de 2020

O festival terá três apresentadores: Chantal Janzen, atriz e apresentadora de televisão; Jan Smit, cantor e comentarista do festival; e Edsilia Rombley, cantora que representou os Países Baixos nas edições do Eurovisão de 1998 e de 2007. A vlogger de beleza Nikkie de Jager (NikkieTutorials) será apresentadora do conteúdo online do festival, incluindo uma série no Youtube “por trás das câmeras”, gravada com os participantes do festival. Ela também fará a cobertura do tapete vermelho durante a cerimônia de abertura, além de fazer uma aparição em todas as três apresentações, nos dias 12, 14 e 16 de maio de 2020. Roos Moggré e Andrew Makkinga apresentarão a conferência de imprensa do festival.

### Sorteio das semi-finais
O sorteio para dividir os países participantes de cada semi-final ocorreu no dia 28 de janeiro de 2020, no Rotterdam's City Hall. Os trinta e cinco semi-finalistas foram divididos em cinco potes, com base nos padrões de votação históricos calculados pelo parceiro oficial de televoto do Festival, Digame. O sorteio com diferentes potes ajudou a reduzir as chances do chamado “bloc voting” e aumenta o suspense da semi-final. O sorteio também determinou qual das semi-finais cada um dos seis países de qualificação automática – o Big Five mais os Países Baixos – transmitirá e participará da votação. A cerimônia foi apresentada por Chantal Janzen, Jan Smit e Edsilia Rombley, e contou com a passagem da insígnia de anfitrião de Zippi Brand Frank, vice-prefeito de Tel Aviv (cidade anfitrião da última edição do festival),  para Ahmed Aboutaleb, prefeito de Rotterdam.
O sorteio foi baseado nos seguintes potes:
| Pote 1                                                                          | Pote 2                                                                      | Pote 3                                                                        | Pote 4                                                                 | Pote 5                                                                |
| ------------------------------------------------------------------------------- | --------------------------------------------------------------------------- | ----------------------------------------------------------------------------- | ---------------------------------------------------------------------- | --------------------------------------------------------------------- |
| - Albânia - Áustria - Croácia - Eslovénia - Macedónia do Norte - Suíça - Sérvia | - Austrália - Dinamarca - Estónia - Finlândia - Islândia - Noruega - Suécia | - Arménia - Azerbaijão - Bielorrússia - Geórgia - Moldávia - Rússia - Ucrânia | - Bulgária - Chipre - Grécia - Malta - Portugal - Roménia - San Marino | - Bélgica - Chéquia - Irlanda - Israel - Letónia - Lituânia - Polónia |

### Votação
O chefe da delegação espanhola revelou no dia 22 de outubro de 2019, que a EBU consultará as delegações sobre potenciais mudanças no sistema de votação. O chefe da delegação grega revelou no dia 30 de outubro de 2019 que a maioria das delegações (80%) votou a favor de manter o sistema de votação atual.

### Postcards
O conceito de postcards para 2020 continua com o tema do evento, “Open Up”. Cada artista vai visitar uma parte diferente dos Países Baixos, se conectando com a população local e participando de atividades, tradições ou hobbies típicos neerlandeses.

### Abertura e atuações nos intervalos
A segunda semi-final será aberta por uma performance do breakdancer Redo. O ato de intervalo da grande final será uma apresentação de alguns dos mais importantes  vencedores anteriores do festival.Estão confirmadas as participações de  Gigliola Cinquetti, com “Non ho l'età”,  Lenny Kuhr, com "De troubadour", Getty Kaspers (representando o grupo  Teach-In), com "Ding-a-dong", Sandra Kim, com "J'aime la vie", Paul Harrington e Charlie McGettigan, com "Rock 'n' Roll Kids", Alexander Rybak, com "Fairytale" e Duncan Laurence, com "Arcade".
Uma performance conjunta de uma orquestra sinfônica composta por jovens músicos com o DJ Peter Gabriel abrirá a final e produzirá a música que irá acompanhar a entrada dos 26 finalistas na arena.

## Países Participantes
A EBU anunciou no dia 13 de novembro de 2019 que quarenta e um países vão participar do festival, com Bulgária e Ucrânia retornando após suas ausências na edição de 2019 do festival, e com Hungria e Montenegro se retirando.

### Retorno de artistas
As 3 integrantes do grupo sueco-americano The Mammas, foram as backvocals de John Lundvik quando ele representou a Suécia no  ano anterior em Tel Aviv Isso também aconteceu com Vasil que também foi um dos backvocals de sua compatriota Tamara Todevska e com a vencedora do Festival Eurovisão da Canção Júnior 2015,a maltesa Destiny Chukunyere,que fez parte da equipe de palco que que acompanhou  a sua compatriota Michaela Pace também no ano anterior.
Um outro participante que também fez backvocal em edições anteriores é o austríaco  Vincent Bueno, que acompanhou o seu compatriota  Nathan Trent, em  Kiev 2017. Uma situação interessante é a da local Stefania Liberakakis ,filha de pais gregos,que representou o seu país na  versão júnior do festival em 2016,como uma das 3 integrantes do grupo Kisses.Porém,quatro anos,mais tarde,ela irá representar o seu país de origem,a Grécia. Também retornará ao festival,a moldova Natalia Gordienko que agora estará como artista solo.Gordienko foi a representante de seu país em   Atenas 2006 ao lado de dois outros artistas:  Arsenium e Connect-R. A sérvia  Sanja Vučić foi artista solo em   Estocolmo 2016  e retorna ao festival como integrante do grupo Huricane,ao lado dela estará a montenegrina Ksenija Knežević,que foi backvocal de seu pai, Knez,em no ano anterior em Viena. A única artista que retornará como solo é a ítalo-eriteia Senhit,que também representou San Marino em Düsseldorf 2011.

### Primeira semi-final
A primeira semi-final estava marcada para a noite do dia dia 12 de maio de 2020,começando as 21:00 (CEST). Dezessete países participariam da primeira semi-final. Esses países, mais Alemanha, Itália e Países Baixos, votariam nessa semi-final.
| Ordem          | País participante  | Artista            | Título original da canção | Idiomas de interpretação | Data da seleção         |
| Ordem          | País participante  | Artista            | Tradução em Português     | Idiomas de interpretação | Data da seleção         |
| Primeira parte | Primeira parte     | Primeira parte     | Primeira parte            | Primeira parte           | Primeira parte          |
| -------------- | ------------------ | ------------------ | ------------------------- | ------------------------ | ----------------------- |
| *              | Austrália          | Montaigne          | Don't Break Me            | Inglês                   | 08 de fevereiro de 2020 |
| *              | Austrália          | Montaigne          | Não me partas             | Inglês                   | 08 de fevereiro de 2020 |
| *              | Bielorrússia       | VAL                | Da Vidna (Да вiдна)       | Bielorrusso              | 28 de fevereiro de 2020 |
| *              | Bielorrússia       | VAL                | Até o amanhecer           | Bielorrusso              | 28 de fevereiro de 2020 |
| *              | Eslovénia          | Ana Skolić         | Voda                      | Esloveno                 | 22 de fevereiro de 2020 |
| *              | Eslovénia          | Ana Skolić         | Água                      | Esloveno                 | 22 de fevereiro de 2020 |
| *              | Irlanda            | Lesley Roy         | Story of My Life          | Inglês                   | 05 de março de 2020     |
| *              | Irlanda            | Lesley Roy         | História da minha vida    | Inglês                   | 05 de março de 2020     |
| *              | Lituânia           | The Roop           | On Fire                   | Inglês                   | 15 de fevereiro de 2020 |
| *              | Lituânia           | The Roop           | Em chamas                 | Inglês                   | 15 de fevereiro de 2020 |
| *              | Macedónia do Norte | Vasil              | YOU                       | Inglês                   | 15 de janeiro de 2020   |
| *              | Macedónia do Norte | Vasil              | TU                        | Inglês                   | 15 de janeiro de 2020   |
| *              | Rússia             | Little Big         | Uno                       | Inglês                   | 02 de março de 2020     |
| *              | Rússia             | Little Big         | Um                        | Inglês                   | 02 de março de 2020     |
| *              | Suécia             | The Mamas          | Move                      | Inglês                   | 07 de março de 2020     |
| *              | Suécia             | The Mamas          | Mover                     | Inglês                   | 07 de março de 2020     |
| Segunda parte  |                    |                    |                           |                          |                         |
| *              | Azerbaijão         | Samira Efendi      | Cleopatra                 | Inglês                   | 28 de fevereiro de 2020 |
| *              | Azerbaijão         | Samira Efendi      | Cleópatra                 | Inglês                   | 28 de fevereiro de 2020 |
| *              | Bélgica            | Hooverphonic       | Release me                | Inglês                   | 01 de outubro de 2019   |
| *              | Bélgica            | Hooverphonic       | Solta-me                  | Inglês                   | 01 de outubro de 2019   |
| *              | Chipre             | Sandro             | Running                   | Inglês                   | 29 de novembro de 2019  |
| *              | Chipre             | Sandro             | Correndo                  | Inglês                   | 29 de novembro de 2019  |
| *              | Croácia            | Damir Kedžo        | Divlji Vjetre             | Croata                   | 29 de fevereiro de 2020 |
| *              | Croácia            | Damir Kedžo        | Ventos selvagens          | Croata                   | 29 de fevereiro de 2020 |
| *              | Israel             | Eden Alene         | Feker Libi                | Inglês e amárico         | 27 de fevereiro e 2020  |
| *              | Israel             | Eden Alene         | Meu amor                  | Inglês e amárico         | 27 de fevereiro e 2020  |
| *              | Malta              | Destiny Chukunyere | All Of My Love            | Inglês                   | 08 de fevereiro de 2020 |
| *              | Malta              | Destiny Chukunyere | Todo o meu amor           | Inglês                   | 08 de fevereiro de 2020 |
| *              | Noruega            | Ulrikke            | Attention                 | Inglês                   | 15 de fevereiro de 2020 |
| *              | Noruega            | Ulrikke            | Atenção                   | Inglês                   | 15 de fevereiro de 2020 |
| *              | Roménia            | Roxen              | Alcohol You               | Inglês                   | 01 de março de 2020     |
| *              | Roménia            | Roxen              | Alcoolizar-te             | Inglês                   | 01 de março de 2020     |
| *              | Ucrânia            | Go_A               | Соловей                   | Ucraniano                | 22 de fevereiro de 2020 |
| *              | Ucrânia            | Go_A               | Rouxinol                  | Ucraniano                | 22 de fevereiro de 2020 |

### Segunda semi-final
A primeira semi-final está marcada para a noite do dia dia 12 de maio de 2020,começando as 21:00 (CEST).. Dezoito países participarão da segunda semi-final. Esses países, mais França, Espanha e Reino Unido, votarão nesta semi-final.
| Ordem          | País participante | Artista            | Título original da canção | Idiomas de interpretação | Data da seleção         |
| Ordem          | País participante | Artista            | Tradução em Português     | Idiomas de interpretação | Data da seleção         |
| Primeira parte | Primeira parte    | Primeira parte     | Primeira parte            | Primeira parte           | Primeira parte          |
| -------------- | ----------------- | ------------------ | ------------------------- | ------------------------ | ----------------------- |
| *              | Áustria           | Vincent Bueno      | Alive                     | Inglês                   | 12 de dezembro de 2019  |
| *              | Áustria           | Vincent Bueno      | Vivo                      | Inglês                   | 12 de dezembro de 2019  |
| *              | Chéquia           | Benny Cristo       | Kemama                    | Inglês                   | 03 de fevereiro de 2020 |
| *              | Chéquia           | Benny Cristo       | Kemama (Ok, mãe)          | Inglês                   | 03 de fevereiro de 2020 |
| *              | Estónia           | Uku Suviste        | What Love Is              | Inglês                   | 29 de fevereiro de 2020 |
| *              | Estónia           | Uku Suviste        | O que o Amor é            | Inglês                   | 29 de fevereiro de 2020 |
| *              | Grécia            | Stefania           | Superg!rl                 | Inglês                   | 01 de março de 2020     |
| *              | Grécia            | Stefania           | Super-rapariga            | Inglês                   | 01 de março de 2020     |
| *              | Islândia          | Daði & Gagnamagnið | Think About Things        | Inglês                   | 29 de fevereiro de 2020 |
| *              | Islândia          | Daði & Gagnamagnið | Pensar Sobre as Coisas    | Inglês                   | 29 de fevereiro de 2020 |
| *              | Moldávia          | Natalia Gordienko  | Prison                    | Inglês                   | 29 de fevereiro de 2020 |
| *              | Moldávia          | Natalia Gordienko  | Prisão                    | Inglês                   | 29 de fevereiro de 2020 |
| *              | Polónia           | Alicja Szemplińska | Empires                   | Inglês                   | 23 de fevereiro de 2020 |
| *              | Polónia           | Alicja Szemplińska | Impérios                  | Inglês                   | 23 de fevereiro de 2020 |
| *              | San Marino        | Senhit             | Freaky!                   | Inglês                   | 06 de março de 2020     |
| *              | San Marino        | Senhit             | Louco!                    | Inglês                   | 06 de março de 2020     |
| *              | Sérvia            | Hurricane          | Hasta la vista            | Sérvio                   | 02 de março de 2020     |
| *              | Sérvia            | Hurricane          | Até à vista               | Sérvio                   | 02 de março de 2020     |
| Segunda parte  |                   |                    |                           |                          |                         |
| *              | Albânia           | Arilena Ara        | Fall from the sky         | Inglês                   | 23 de dezembro de 2020  |
| *              | Albânia           | Arilena Ara        | Cair do céu               | Inglês                   | 23 de dezembro de 2020  |
| *              | Arménia           | Athena Manoukian   | Chains on You             | Inglês                   | 15 de fevereiro de 2020 |
| *              | Arménia           | Athena Manoukian   | Correntes em ti           | Inglês                   | 15 de fevereiro de 2020 |
| *              | Bulgária          | Victoria           | Tears Getting Sober       | Inglês                   | 25 de novembro de 2019  |
| *              | Bulgária          | Victoria           | Lágrimas ficando sóbrias  | Inglês                   | 25 de novembro de 2019  |
| *              | Dinamarca         | Ben & Tan          | YES                       | Inglês                   | 07 de março de 2020     |
| *              | Dinamarca         | Ben & Tan          | SIM                       | Inglês                   | 07 de março de 2020     |
| *              | Finlândia         | Aksel Kankaanranta | Looking Back              | Inglês                   | 07 de março de 2020     |
| *              | Finlândia         | Aksel Kankaanranta | Olhando para trás         | Inglês                   | 07 de março de 2020     |
| *              | Geórgia           | Tornike Kipiani    | Take Me as I Am           | Inglês                   | 31 de dezembro de 2019  |
| *              | Geórgia           | Tornike Kipiani    | Aceita-me como sou        | Inglês                   | 31 de dezembro de 2019  |
| *              | Letónia           | Samanta Tina       | Still Breathing           | Inglês                   | 08 de fevereiro de 2020 |
| *              | Letónia           | Samanta Tina       | Ainda respirando          | Inglês                   | 08 de fevereiro de 2020 |
| *              | Portugal          | Elisa              | Medo de Sentir            | Português                | 07 de março de 2020     |
| *              | Portugal          | Elisa              |                           | Português                | 07 de março de 2020     |
| *              | Suíça             | Gjon's Tears       | Répondez-moi              | Francês                  | 04 de março de 2020     |
| *              | Suíça             | Gjon's Tears       | Respondam-me              | Francês                  | 04 de março de 2020     |

### Final
| Ordem | País participante | Artista        | Título original da canção | Idiomas de interpretação | Data da seleção         |
| Ordem | País participante | Artista        | Tradução em Português     | Idiomas de interpretação | Data da seleção         |
| ----- | ----------------- | -------------- | ------------------------- | ------------------------ | ----------------------- |
| *     | Alemanha          | Ben Dolic      | Violent Thing             | Inglês                   | 27 de fevereiro de 2020 |
| *     | Alemanha          | Ben Dolic      | Coisa Violenta            | Inglês                   | 27 de fevereiro de 2020 |
| *     | Espanha           | Blas Cantó     | Universo                  | Espanhol                 | 05 de outubro de 2019   |
| *     | Espanha           | Blas Cantó     | Universo                  | Espanhol                 | 05 de outubro de 2019   |
| *     | França            | Tom Leeb       | The Best In Me            | Inglês e francês         | 14 de fevereiro de 2020 |
| *     | França            | Tom Leeb       | O melhor de mim           | Inglês e francês         | 14 de fevereiro de 2020 |
| *     | Itália            | Diodato        | Fai rumore                | Italiano                 | 09 de fevereiro de 2020 |
| *     | Itália            | Diodato        | Fazes barulho             | Italiano                 | 09 de fevereiro de 2020 |
| 23    | Países Baixos     | Jeangu Macrooy | Grow                      | Inglês                   | 10 de janeiro de 2020   |
| 23    | Países Baixos     | Jeangu Macrooy | Crescer                   | Inglês                   | 10 de janeiro de 2020   |
| *     | Reino Unido       | James Newman   | My Last Breath            | Inglês                   | 27 de fevereiro de 2020 |
| *     | Reino Unido       | James Newman   | O meu último suspiro      | Inglês                   | 27 de fevereiro de 2020 |

## Outros países
A elegibilidade para uma potencial participação no Festival Eurovisão da Canção requer uma emissora nacional com participação ativa na UER, que poderá transmitir o Festival através da rede Eurovisão. A UER irá convidar a participação no festival para todos os cinquenta e seis membros ativos. Em contraste com os anos anteriores, o membro associado Austrália não precisará de um convite para o concurso de 2020, pois recebeu permissão para participar até 2023.

### Membros ativos da UER
- Andorra - - A 18 de março de 2019, o então diretor-geral do emissora pública andorrana,a RTVA, Xavier Mujal, afirmou que a emissora catalã TV3 estaria disposta em colaborar com a emissora para uma eventual participação do pequeno estado no futuro.[105] No entanto,dois meses depois, houve o anuncio oficial de que a emissora ficaria fora do Festival por mais um ano..[106]
- Bósnia e Herzegovina - A 28 de dezembro de 2018, a chefe da delegação da Bósnia-Herzegovina, Lejla Babović, declarou que o seu principal objetivo era um eventual retorno do país a competição.Porém, devido a situação financeira da emissora,isso seria impossível.[107]
- Eslováquia - A 5 de junho de 2019, a emissora eslovaca RTSV anunciou que não participaria no festival de 2020 devido ao baixo retorno financeiro e de audiência por parte do seu público em relação ao festival. A última participação do país foi em Baku 2012.[108]
- Hungria - No dia 27 de novembro de 2019, a MTVA anunciou que não participaria na edição do festival em 2020,sem nenhuma motivação aparente. Entretanto, uma fonte interna  afirmou ao jornal britânico The Guardian, que o festival era considerado “gay demais” para a participação  da emissora. Esse acontecimento demonstrou o crescimento do sentimento anti LGBTQ+ no país.[109]
- Luxemburgo - Embora,o pequeno país não participe desde,a emissora local,a RTL tem sido vítima de formas de pressão cada vez maior para retornar ao festival,o que infelizmente não tem tido nenhum resultado prático.Ao ver esta situação,a francesa  Anne-Marie David que ganhou o  festival em 1973 representando o grão-ducado fez um convite público para o retorno.A ação de David motivou também a realização de um abaixo assinado por parte dos cidadãos.Este abaixo assinado foi levado a emissora e também ao Parlamento do país.D[110]
- Mónaco - Em agosto de 2019, a emissora monegasca TMC confirmou que não participaria no Festival em 2020. O Mónaco participou pela última vez em 2006.[111]
- Montenegro - A emissora montenegrina RTCG confirmou a sua participação preliminarmente em setembro de 2019.[112] No entanto, a emissora informou o site ESCToday em novembro que a sua participação no concurso de 2020 não seria possível.[113] O diretor geral da RTCG, Božidar Šundić, contestou esta declaração, afirmando que uma decisão sobre a participação ainda não havia sido tomada pelo conselho da RTCG.[114] O Montenegro não apareceu na lista final de participantes e o RTCG afirmou mais tarde que eles se retiraram devido a "resultados modestos" e questões financeiras.[115] O dinheiro que teria sido usado para a taxa de participação no concurso foi alocado na compra de carros novos para serem usados pela equipa da RTCG.[116] A não participação do Montenegro foi confirmada com o lançamento da lista completa de participantes pela UER.[117]
- Turquia - Em setembro de 2019,a EBU confirmou que nenhuma intenção de participação por parte da emissora pública do país foi registrada.[118]

### Membros associados da UER
- Cazaquistão - Após a sua estreia no festival Eurovisão da Canção Júnior 2018, o presidente da Khabar Agency, Alan Azhibayev, declarou numa entrevista que estava em negociação com a entidade para se tornar membro efetivo e assim permitir que participasse no Festival Eurovisão da Canção. No entanto, isso exigiria a ampliação da Área Europeia de Radiodifusão e também do Conselho da Europa.[119]

### Não membros da UER
- Ilhas Faroe - No final de 2018, a emissora nacional das Ilhas Faroé, a Kringvarp Føroya, demonstrou interesse em se juntar à União Europeia de Radiodifusão e participar no Festival Eurovisão da Canção. De acordo com a UER, eles não estão excluídos pela regra de que apenas nações independentes podem participar e como resultado a emissora faroesa iniciou discussões internas sobre como se candidatar à UER e participar no Festival Eurovisão da Canção e até mesmo realizar uma final nacional similar ao Dansk Melodi Grand Prix.[120]
- Kosovo - O diretor geral da RTK, Mentor Shala, disse que eles ainda estão pressionando pela adesão plena, e ainda esperam estrear no festival de 2020.Atualmente, existem negociações entre as duas partes, apesar de Kosovo não ser ainda um país reconhecido pela ONU .[121] A UER votará como membro pleno da emissora Kosovar em junho de 2019, possivelmente permitindo que o país participe em 2020 ou num futuro próximo.[122]

## Ataque terrorista frustrado
Em Fevereiro de 2020, as autoridades luxemburguesas detiveram Alexander H., um cidadão sueco, por planear um ataque terrorista no Festival Eurovisão da Canção agendado para Maio de 2020 em Roterdão, Países Baixos. A conspiração, descoberta pelos serviços de segurança do Luxemburgo, envolveu Alexander H., então com 17 anos, e um cúmplice neerlandês não identificado. Um documento intitulado “Tempo de diversão para a Eurovisão 2020 – Para um futuro melhor e com menos aceitação excessiva”, encontrado no computador portátil de H., delineava planos para envenenar os participantes com cianeto ou ricina, distribuir gás cloro através de sistemas de ventilação ou foguetes personalizados e bloquear saídas de emergência para maximizar o número de vítimas. Os materiais para a produção de cloro e os protótipos de foguetões foram apreendidos na casa de H. em Strassen, no Luxemburgo. H., membro do grupo neonazi The Base, foi motivado por uma ideologia extremista que visava símbolos multiculturais, detestando grupos como mulheres, pessoas de cor e homossexuais. As autoridades holandesas e os organizadores do festival desconheciam a conspiração, que foi frustrada antes da execução. A Eurovisão de 2020 foi finalmente cancelada devido à pandemia de COVID-19. Os procuradores solicitaram uma pena de 12 anos, com decisão judicial prevista para novembro de 2025.